# Сейсмопрочность
Сейсмопрочность — свойство объекта (сооружения, конструкции) сохранять прочность при сейсмическом воздействии (землетрясении) заданной интенсивности. Данная характеристика используется в области науки и техники, в промышленности и строительстве, где должна рассматриваться в соответствии с определённой мерой сейсмической нагрузки, возникающей от землетрясения заданной силы, характеризуемой балльностью, которую следует принимать по 12-ти балльной сейсмической шкале интенсивностей MSK-64.
Сейсмопрочность, как прикладное техническое понятие, близка понятиям динамическая прочность (прочность при динамических нагрузках) и сейсмостойкость. Последнее включает в себя сейсмопрочность, как одно из составляющих условий, наряду с условиями сохранения устойчивости, работоспособности и безопасности объекта. Для многих конструкций и механических систем понятия сейсмопрочность и сейсмостойкость следует считать тождественными. Причём, первое является однозначным и конкретным, а второе — широко используемым и обобщенным (комплексным).
Сейсмопрочность объекта оценивается расчётным и экспериментальным способами. Первый, по мере развития вычислительной техники и методов программно-математического моделирования в области структурной механики, стал приоритетным. Первостепенное значение для оценки сейсмостойкости объекта имеют проектные характеристики сейсмического воздействия, в качестве которых используются акселерограммы землетрясений (аналоговые, синтезированные), а также полученные на их основе спектры ответа. Расчеты выполняются методом динамического анализа или линейно-спектральным методом оценки сейсмостойкости. Наибольшее развитие методы оценки сейсмостойкости получили в атомном энергетическом машиностроении. Подробные сведения о них даны в государственных нормативных документах: например, в ПНАЭ Г-5-006-87 или же в их новом издании.